# 希特列伊基
50°5′6″N 23°45′22″E / 50.08500°N 23.75611°E
希特列伊基（烏克蘭語：Хитрейки），是烏克蘭西部的村莊，隸屬利維夫州的利維夫區。該村始建於1510年，面積1.67平方公里，海拔高度241米，2001年人口470。